# Elias James Manning
 Elias James Manning OFMConv (* 14. April 1938 in Troy; † 13. Oktober 2019 in Vassouras, Brasilien) war ein US-amerikanischer Geistlicher und Bischof von Valença.

## Leben
Elias James Manning trat 1958 der Ordensgemeinschaft der Minoriten bei, nahm den Ordensnahmen Elias an und empfing nach seiner theologischen Ausbildung, unter anderem am Erzdiözesanseminar von St. Joseph in Rio de Janeiro, am 30. Oktober 1965 die Priesterweihe. Als Priester arbeitete er in Pontalina, im Bundesstaat Goiás, und im Bundesstaat Rio de Janeiro, in den Städten Araruama und in der Landeshauptstadt. Er war auch Provinzverwalter seines Ordens.
Papst Johannes Paul II. ernannte ihn am 14. März 1990 zum Bischof von Valença. Die Bischofsweihe spendete ihm der Erzbischof von São Sebastião do Rio de Janeiro und Ordinarius für die byzantinischen Gläubigen in Brasilien, Eugênio Kardinal de Araújo Sales, am 13. Mai desselben Jahres; Mitkonsekratoren waren José Fernandes Veloso, Bischof von Petrópolis, und Carlos Alberto Etchandy Gimeno Navarro, Erzbischof von Niterói. Als Wahlspruch wählte er Tu summum bonum es.
Von 2004 bis 2007 war er Mitglied der Pastoral-Bischofskommission für biblisch-katechetische Bildung in der nationalen Bischofskonferenz von Brasilien (CNBB). Papst Franziskus nahm am 12. Februar 2014 seinen altersbedingten Rücktritt an.